# Elsa Einsteinová
Elsa Einsteinová (18. ledna 1876 v Hechingenu v Německu – 20. prosince 1936) byla oboustranná sestřenice a druhá manželka Alberta Einsteina.

## Rodina a dětství
Byla dcerou Rudolfa Einsteina a Fanny, za svobodna Kochové. Rudolf byl bratrancem Hermanna Einsteina a Fanny sestrou Pauline Einsteinové (Kochové), rodičů Alberta Einsteina. Ten byl tedy z matčiny strany její bratranec prvního stupně a z otcovy strany bratranec druhého stupně. Svého o skoro tři roky mladšího bratrance vídala při návštěvách rodiny u příbuzných v Mnichově, odkud se odstěhovali v roce 1894, kdy bylo Else 18 let. 

## První manželství
Dvacetiletá Elsa Einsteinová se roku 1896 provdala za o třicet let staršího Maxe Löwenthala (1846–1914), obchodníka s textilem z Berlína. S ním měla dcery Ilse (1897) a Margot (1899) a syna, který zemřel nedlouho po porodu (1903). Rodina zůstala bydlet v Hechingenu i po roce 1902, kdy Max získal práci v Berlíně. Rozvedla se s ním roku 1908.

## S Albertem Einsteinem
Roku 1912 navázala vztah s Albertem Einsteinem, který byl ženatý s Milevou Marićovou. Od roku 1914, kdy Mileva odhalila manželovu nevěru, žili manželé odděleně a Albert ji do Curychu posílal výživné na oba své syny. Elsa se za svého bratrance provdala v červnu 1919 nedlouho poté, co se po skončení války rozvedl se svou první ženou. Elsa Löwenthalová svatbou získala zpět své rodné jméno. Manželé spolu s Elsinými dcerami tvořili rodinu, ale neměli společné děti.
Žili v oblasti Berlína a měli také letní vilku v Caputhu u Postupimi. Roku 1933 po nástupu nacistů k moci emigrovali do Princetonu v New Jersey v USA. Na podzim 1935 se u ní objevily závažné kombinované zdravotní problémy, na které na konci následujícího roku zemřela.